# 설경은
설경은은 대한민국의 텔레비전 드라마 작가이다. 

## 드라마
- 2006년 MBC 단막극 《베스트극장 - 사랑해 아줌마》 ... 집필
- 2009년 ~ 2010년 KBS2 아침 일일연속극 《다 줄거야》 ... 공동집필
- 2013년 ~ 2014년 SBS 아침 일일연속극 《두 여자의 방》 ... 집필
- 2018년 MBC 토요 특별기획 드라마 《숨바꼭질》 ... 집필
- 2025년 MBC 저녁 일일연속극 《태양을 삼킨 여자》 ... 집필